# ノア・サレンレン・バゼー
ノア・サレンレン・バゼー（1996年8月21日 - ）はナイジェリアのサッカー選手。ポジションはMF。アルミニア・ビーレフェルト所属。

## 経歴
2016年4月8日、ヘルタ・ベルリン戦でトップチームデビュー。
2019年6月18日、ハノーファー96の降格に伴いFCアウクスブルクに移籍した。
2023年8月31日、アルミニア・ビーレフェルトに移籍した。

### 代表歴
ナイジェリア人の父親とドイツ人の母親を持つ。2017年3月、ナイジェリア代表に召集された経験がある。